# Джаясімха II (Чалук'я)
Джаясімха II — імператор Західних Чалук'їв, брат Вікрамадітьї V.

## Правління
Був змушений битись на багато фронтів проти правителів Чола на півдні та правителів Парамара на півночі, щоб захистити своє царство. Разом з тим, його правління було важливим періодом для розвитку літератури каннада. Письменники-брахмани Дургасімха (був військовим міністром й автором Панчатантри та «П'яти стратегм», 1031), Чавундарая II (енциклопедія, Локопакара, бл. 1025) та Кавітавіласа перебували під покровительством царя. Чандрараджа, автор найдавніших еротичних творів каннада перебував при дворі Мачіраджі, васала Джаясімхи II. Науковець-джайніст Вадіраджа також був при дворі Джаясімхи II, де у той час написав два епоси та коментар до ранніх джайнських текстів. Дружина царя, Суґаладеві, була вихованкою святого поета-каннада Девари Дасімайї.